# Konami Antiques MSX Collection
Konami Antiques MSX Collection (яп. コナミアンティークスMSXコレクション Konami Antīkusu MSX Korekushon) — серия сборников видеоигр с MSX, выпущенных Konami в Японии для PlayStation и Sega Saturn в период с 1997 по 1998 год.

## Релиз
22 ноября 2006 года в японском PlayStation Network были выпущены Vol. 1 и Vol. 2. Первоначально играть можно было только на PlayStation Portable, но с 31 мая 2007 года стало возможным играть на PlayStation 3.
Konami Antiques MSX Collection Vol.1 — PlayStation (20 ноября 1997)
- Antarctic Adventure
- Gradius
- Nemesis 3: The Eve of Destruction
- Hyper Sports 2
- Konami's Boxing
- Konami's Ping Pong
- Mopi Ranger
- Road Fighter
- Sky Jaguar
- Yie Ar Kung-Fu

Konami Antiques MSX Collection Vol.2 — PlayStation (22 января 1998)
- Athletic Land
- Nemesis 2
- Knightmare
- Konami's Golf
- Konami's Billiards
- Hyper Sports 3
- Magical Tree
- Super Cobra
- TwinBee
- Yie Ar Kung-Fu II

Konami Antiques MSX Collection Vol.3 — PlayStation (19 марта 1998)
- Comic Bakery
- King's Valley
- Konami's Tennis
- Konami's Soccer
- Konami Rally
- Parodius: The Octopus Saves the Earth
- Penguin Adventure
- Pippols
- Salamander
- Time Pilot

Konami Antiques MSX Collection Ultra Pack — Sega Saturn (23 июля 1998)
Включает в себя все игры, из предыдущих изданий на одном диске.